# Maximilian Liebmann
Maximilian Liebmann (* 6. September 1934 in Dillach bei Graz; † 25. Jänner 2022 in Graz) war ein römisch-katholischer Theologe und Kirchenhistoriker.

## Leben
Liebmann wurde in Dillach in der damals eigenständigen Gemeinde Mellach, südlich von Graz, geboren und studierte von 1955 bis 1961 Theologie an der Karl-Franzens-Universität Graz. 1961 wurde er in Graz zum Dr. theol. promoviert und nahm 1961 weitere philosophisch-historische Studien in Graz auf. Bis 1968 war er zunächst Religionslehrer an Volks-, Haupt- und Allgemeinbildenden Höheren Schulen. 1968 wurde er Assistent von Prälat Karl Amon am Grazer Institut für Kirchengeschichte. Nach Studienaufenthalten in Deutschland und Italien (Rom) habilitierte er sich 1977 bei Karl Amon mit der Arbeit über Urbanus Rhegius und die Anfänge der Reformation. Für seine Habilitationsschrift erhielt er den Kardinal Innitzer Förderungspreis für Theologie. Ab 1977 lehrte er als Universitätsdozent für Kirchengeschichte in Graz. 
1979 wurde er ao. Universitätsprofessor für Kirchengeschichte an der Universität Graz. 1982 wurde er Direktor der Abteilung für Theologiegeschichte und kirchliche Zeitgeschichte. Nach einer Gastprofessur an der Universität Klagenfurt wurde er 1989 Ordentlicher Universitätsprofessor für Kirchengeschichte der Karl-Franzens-Universität Graz. Zwischen 1991 und 1999 war Liebmann Dekan der Katholisch-Theologischen Fakultät. 2002 wurde er emeritiert.
Die Forschungsschwerpunkten von Maximilian Liebmann waren die Reformationsgeschichte, der Kirchlichen Zeitgeschichte sowie der Spezialisierung auf die Österreichische Kirchengeschichte. Er war Mitglied in zahlreichen Gremien, beispielsweise der Görres-Gesellschaft und des Katholischen Laienrates Österreichs. Er war von 1995 bis 2003 Vorsitzender der Arbeitsgemeinschaft der österreichischen Kirchenhistoriker. Zudem war er Mitglied des internationalen Beirates zur Herausgabe des Corpus Catholicorum. 
Liebmann engagierte sich für zahlreiche Sozialprojekte in Schulen, Kindereinrichtungen und Krankenhäuser im Heiligen Land 1986 wurde er  durch Kardinal-Großmeister Maximilien de Fürstenberg zum Ritter des Ritterordens vom Heiligen Grab in Jerusalem ernannt und am 10. Mai 1986 in Graz durch den Großprior Gebhard Koberger, Propst von Klosterneuburg, in den Päpstlichen Ritterorden in Österreich investiert. Er war seit 1958 Mitglied der katholischen Studentenverbindung KÖHV Carolina Graz im ÖCV.  Auf Initiative von Maximilian Liebmann wurde 1971 die Bildungsakademie des ÖCV gegründet. 
Liebmann war ab 1963 verheiratet; aus der Ehe gingen drei Söhne hervor. Er starb am 25. Jänner 2022 an den Folgen einer Lungenentzündung in einem Grazer Spital. Am 3. Februar 2022 wurde das Requiem für den Verstorbenen im Grazer Dom gehalten, anschließend fand die Beisetzung auf dem Friedhof Graz-St. Leonhard statt.

## Auszeichnungen und Ehrungen
- 1977: Kardinal-Innitzer-Förderungspreis für Theologie
- 1982: Karl-von-Vogelsang-Staatspreis für Geschichte der Gesellschaftswissenschaften
- 1993: Komturkreuz des Silvesterordens
- 1994: Großer Josef-Krainer-Preis
- 1994: Großes Goldenes Ehrenzeichen des Landes Steiermark
- 1994: Großes Silbernes Ehrenzeichen für Verdienste um die Republik Österreich[3]
- 1999: Österreichisches Ehrenkreuz für Wissenschaft und Kunst I. Klasse
- 2000: Kardinal Opilio Rossi-Medaille
- 2016: Bürger der Stadt Graz

## Schriften
- Theodor Innitzer und der Anschluss. Österreichs Kirche 1938, Styria 1988, ISBN 3-222-11814-0
- Kirchengeschichte der Steiermark, Styria 1993, ISBN 3-222-121834, gemeinsam mit Karl Amon
- Bedrängte Kirche 1938–1945. Schnider 1995, ISBN 3-900993-53-X
- Demokratie und Kirche, Styria 1997, ISBN 3-222-12548-1
- Staat und Kirche in der „Ostmark“. Hrsg. mit Hans Paarhammer und Alfred Rinnerthaler. Peter Lang, Frankfurt/Main u. a. 1998.
- Was verändert Feministische Theologie?, Lit 2000, ISBN 3-8258-4616-4, zusammen mit Anne Jensen
- Kirche in der Demokratie, Demokratie in der Kirche, Styria 2001, ISBN 3-222-12548-1
- War die Ehe immer unauflöslich?, Topos Plus 2002, ISBN 3-7867-8462-0
- Österreichische Geschichte. Geschichte des Christentums in Österreich. Von der Spätantike bis zur Gegenwart, Ueberreuter 2003, ISBN 3-8000-3914-1, zusammen mit Rudolf Leeb, Georg Scheibelreiter, Peter G. Tropper
- „Heil Hitler“ – Pastoral bedingt. Vom Politischen Katholizismus zum Pastoralkatholizismus. Böhlau, Wien 2009, ISBN 978-3-205-78412-8